# آلونسو دی آیرلانو
آلونسو دی آیرلانو یک کاشف اسپانیایی سده ۱۶ (میلادی) بود که یک کشتی از پنج ناوگان نیروی دریایی اسپانیا را فرماندهی می‌کرد. او پس از فردیناند ماژلان و روئی لوپز د ویلالوبوس، فیلیپین را دوباره کشف کرد. تاریخ‌نگاران اسپانیایی و فیلیپینی نوشته‌اند که آیرلانو او پس از ترک بندر «بارا د ناویداد» در مکزیک با گالئون پاتاچه «سن لوکاس» و ناخدایی «لوپه مارتین» از دیگر کشتی‌های ناوگان، جدا شد و در اصل، فیلیپین را پیش از «میگوئل لوپز د لگازپی» کشف کرد. آیرلانو در هنگام سفر خود چند آبخوست مانند پولاپ را در ژانویه ۱۵۶۵ کشف کرد و با بازگشت به آکاپولکو، گوئررو نخستین ناوبری شد که "مسیر اوردانتا" در اقیانوس آرام را پایه گذاشت. «آندرس دی اوردانتا» عضوی از ناوگان آیرلانو بود که از گروه او جدا شده و بعدها مسیر مشابهی را کشف کرد. اوردانتا مستندات و نقشه‌برداری بهتری در سفر داشت. بنابریان تاریخ‌دانان، نام او را برای این مسیر، اعتبار دادند.